# Бовения эффектная
Bowenia spectabilis — вид саговников рода Бовения (лат. Bowenia). Эндемик Австралии. В природе произрастает в субтропических или тропических влажных низинных лесах.

## Ареал
Встречается на северо-востоке Квинсленда от плато МакИлвейна (англ. McIlwraith Range) на полуострове Кейп-Йорк к югу до Талли (англ. Tully). Растёт в дождевых лесах неподалёку от ручьёв или же на скрытых склонах в низинах влажных склерофильных лесов, но также могут обнаруживаться на высоте до 700 м на плато Атертон.

## Биологическое описание
Растение кустарникового вида, с подземным стеблем. Листья дваждыперистые, блестящие, 100—200 см длиной, с тонкими неколючими черешками, состоят из 7-30 ланцетных листовых пластинок 7—15 см длиной на общем черешке. Мужские шишки яйцевидные, только 5 см длиной и 2,5 см в диаметре, женские — от яйцевидной до шаровидной формы, около 10 см длиной. Семена около 3 см длиной, покрытые белым интегументом, при созревании приобретающим пурпурный оттенок. Опыление энтомофильное — жуками рода Miltotranes, семейство Curculionidae.

## Выращивание в культуре
Поскольку растения родом из тропиков и субтропиков, они очень чувствительны к холоду. Лучше всего растут на затенённых участках, на почвах с хорошим дренажем. При низких температурах или в случае недостатка воды и питательных веществ растения становятся неактивными. Размножение семенами или делением куста. 